# Mariano Roque Alonso (ville)
 (octobre 2018).
Si vous disposez d'ouvrages ou d'articles de référence ou si vous connaissez des sites web de qualité traitant du thème abordé ici, merci de compléter l'article en donnant les références utiles à sa vérifiabilité et en les liant à la section « Notes et références ».
Mariano Roque Alonso est une agglomération  situé dans le Département Central au Paraguay. La ville a une population de 85 000 personnes.
La ville a été fondée en 1944 et est situé entre le Rio Paraguay et la Transchaco, à environ 18 kilomètres de la ville d'Asunción. Cet emplacement optimal, a permis à la ville un rapide développement commercial, industriel et social.